# 西岡良仁
西岡良仁（日语：／ Nishioka Yoshihito，1995年9月27日—），生於三重縣津市，日本男子職業網球運動員。曾獲2014年亞洲運動會網球男子單打冠軍以及男子團體季軍，世界排名最高為第32位，現時為日本及亞洲世界排名第一的網球手。

## 網球生涯
西岡良仁在阿德莱德国际赛開始2022年賽季，在第一輪輸給第八號種子權純雨。西岡良仁在澳洲網球公開賽第一輪輸給資格賽選手拉杜·阿爾博特（Radu Albot）。
澳洲網球公開賽結束後，西岡良仁參加了哥倫布挑戰賽（Columbus Challenger），在決賽中擊敗多多米尼克·施特里克，贏得第11個ATP挑戰賽冠軍。他在克利夫蘭公開賽以第三種子身份進入決賽，卻被多米尼克·史翠克擊敗。在第一屆達拉斯公開賽上，他在第二輪被阿德里安·曼納里諾淘汰。在德拉海灘網球公開賽，他在第一輪被奧斯卡·奧特擊敗。 
西岡良仁在阿卡普爾科墨西哥公開賽中，在第二輪擊敗第七號種子泰勒·弗里茨。他在四分之一決賽中輸給了頭號種子丹尼爾·梅德韋傑夫。西岡良仁在邁阿密公開賽第二輪擊敗丹尼爾·埃文斯。他在第三輪輸給了勞埃德·哈里斯。
西岡良仁在慕尼黑寶馬公開賽上開始紅土賽季，在第一輪輸給Emil Ruusuvuori。在馬德里公開賽，他在第一輪資格賽中被洛倫佐·穆塞蒂擊敗。在法國網球公開賽，西岡良仁在第一輪輸給諾瓦克·德約科維奇。
在溫布頓網球錦標賽，西岡良仁在第一輪輸給Emil Ruusuvuori。
西岡良仁在華盛頓公開賽上打進了八強，直落兩盤擊敗了詹森·布魯克斯比以及第十一號種子亞歷克斯·德米納爾、第七號種子卡倫·哈查諾夫。他在三盤艱難的比賽中擊敗第十六號種子丹尼爾·埃文斯，首次進入ATP500賽事的半決賽。他隨後直落兩盤擊敗頭號種子安德烈·魯布列夫。他在決賽中輸給了尼克·克耶高斯，隨後成為了日本排名最高的球員。
西岡良仁在韓國網球公開賽第一輪擊敗第五號種子丹尼爾·埃文斯。接下來，他擊敗了同胞丹尼爾太郎及世界排名第二的卡斯珀·魯德進入半決賽，這是他職業生涯中第二次擊敗世界排名前五的選手。他在決賽中直落兩盤擊敗第四號種子丹尼斯·沙波瓦洛夫，贏得個人第二個ATP冠軍。

## 個人生活
西岡在參加2023年温布尔登网球锦标赛時，有人在比賽的電視轉播鏡頭中發現天氣主播檜山沙耶和其母坐在觀衆席上，其後檜山在直播中上承認正與西岡交往中。

## 外部連結
- 西岡良仁（英文/西班牙文）的官方資料
- 西岡良仁的國際網球總會 職業／青少年 官方資料（英文）